# Zosterops cinereus
Zosterops cinereus е вид птица от семейство Zosteropidae.

## Разпространение
Видът е разпространен в Микронезия.